# Машхур Жусуп (село)
Машхур Жусуп (каз. Мәшһүр Жүсіп) — село в Сауранском районе Туркестанской области Казахстана. Входит в состав Староиканского сельского округа.

## История
Образовано совместным решением Туркестанского областного маслихата от 14 сентября 2022 года № 17/207-VII и постановление акимата Туркестанской области от 20 сентября 2022 года № 180, путем выделения части села Староикан в отдельный населённый пункт.